# Berberis nigricans
Berberis nigricans är en berberisväxtart som beskrevs av Carl Ernst Otto Kuntze. Berberis nigricans ingår i släktet berberisar, och familjen berberisväxter. Inga underarter finns listade i Catalogue of Life.